# دندان‌سنجی

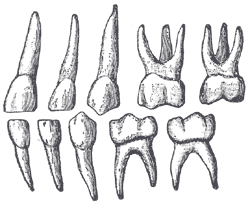

دندان‌سنجی (به انگلیسی: Odontometrics)، اندازه‌گیری و بررسی اندازه دندان است. این ویژگی در انسان‌شناسی زیستی و باستان‌زیست‌شناسی برای مطالعه تغییرهای فنوتیپی انسان استفاده می‌شود. دلیل استفاده از آن شبیه به مطالعه دندان‌ها، ساختار و ترتیب دندان‌ها است. تعدادی از ویژگی‌ها را می‌توان در دندان‌های انسان با استفاده از دندان‌سنجی مشاهده کرد.
طول و عرض دندان‌ها از جلو به عقب و پهلو به پهلو با استفاده از کولیس اندازه‌گیری می‌شود. این اندازه‌گیری‌ها را می‌توان مستقیماً از مواد اسکلتی یا از طریق قالب‌های دندانی انسان‌های زنده انجام داد. اندازه‌گیری‌هایی که بیشتر گزارش می‌شوند، حداکثر طول تاج و حداکثر عرض تاج هستند.

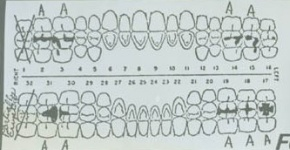